# نیدربرگ کیرشن
نیدربرگ کیرشن (به آلمانی: Niederbergkirchen) یک شهر در آلمان است که در بایرن واقع شده‌است.

## خصوصیات
نیدربرگ کیرشن ۲۴٫۷۰ کیلومترمربع مساحت دارد ۴۸۹ متر بالاتر از سطح دریا واقع شده‌است.